# Ron Eldard
Ronald Jason Eldard (* 20. Februar 1965, auf Long Island) ist ein US-amerikanischer Theater- und Filmschauspieler.

## Leben
Ron Eldard ist das zweitjüngste von sieben Kindern. Seine Mutter starb bei einem Autounfall, als er jung war. Aus diesem Grund wuchsen er und seine Geschwister in verschiedenen Familien auf. Er absolvierte ein Studium an der angesehenen Hochschule New York High School for the Performing Arts. Vor seiner Schauspielkarriere war Eldard ein Golden-Gloves-Boxer. Auch heute noch betreibt er viele sportliche Aktivitäten, z. B. Jiu Jitsu.
Eldard lernte seine frühere Partnerin Julianna Margulies 1991 in einer Schauspielgruppe kennen. Später spielten sie zusammen in der NBC-Serie Emergency Room, wo Eldard einen Sanitäter namens Shep verkörperte. Auch im Film Ghost Ship aus dem Jahr 2002 spielten sie zusammen. Ihre Beziehung endete 2003.
Eldard hat auch in verschiedenen hoch angesehenen Broadway-Theaterproduktionen mitgewirkt wie zum Beispiel 2006 in "Doubt". 2013 übernahm er in "Justified" die Rolle des skrupellosen ehemaligen Militärpolizisten Colton Rhodes.

## Filmografie (Auswahl)
- 1989: True Love
- 1991: Mein böser Freund Fred (Drop Dead Fred)
- 1992: Arresting Behavior (Fernsehserie, 5 Folgen)
- 1992: Der Duft der Frauen (Scent of a Woman)
- 1993: Bakersfield, P.D.
- 1995: Last Supper – Die Henkersmahlzeit (The Last Supper)
- 1995: Sex & the Other Man
- 1995–1996: Emergency Room – Die Notaufnahme (ER, Fernsehserie, 17 Folgen)
- 1996: Schutzlos – Schatten über Carolina (Bastard Out of Carolina)
- 1996: Men Behaving Badly
- 1996: Sleepers
- 1998: Deep Impact
- 1998: Pizza für eine Leiche (Delivered)
- 1998: The Sound of War (When Trumpets Fade)
- 1999: Mystery – New York: Ein Spiel um die Ehre (Mystery, Alaska)
- 1999: Running Game (The Runner)
- 2000: Bash: Latter-Day Plays
- 2000: Death of a Salesman
- 2001: Black Hawk Down
- 2002: Ghost Ship
- 2002: Just a Kiss
- 2003: Haus aus Sand und Nebel (House of Sand and Fog)
- 2004: Fathers and Sons
- 2005: Blind Justice – Ermittler mit geschärften Sinnen (Blind Justice, Fernsehserie, 13 Folgen)
- 2006: Das Gesicht der Wahrheit (Freedomland)
- 2007: Rache – Vergeltung hat ihren Preis (Already Dead)
- 2009: Law & Order: Special Victims Unit (Fernsehserie, Folge 10x13 Snatched)
- 2011: Super 8
- 2011: In Plain Sight – In der Schusslinie (In Plain Sight, Fernsehserie, Folge 4x04)
- 2013: Jobs
- 2013: Justified (Fernsehserie)
- 2018: Higher Power – Das Ende der Zeit (Higher Power)